# Damascus, Oregon
Damascus là một thành phố trong quận Clackamas, tiểu bang Oregon, Hoa Kỳ. Theo số liệu của quận , thành phố có tổng dân số vào năm 2000 là 12.851 người. Tuy nhiên, theo số liệu ước lượng của Cục điều tra dân số Hoa Kỳ thì dân số thành phố chỉ khoảng 9.658 người tính đến ngày 1 tháng 7 năm 2006.
Thành phố nằm ở phía đông Happy Valley và Xa lộ Liên tiểu bang 205 và phía tây Boring; ranh giới phía bắc của nó là vạch ranh giới Quận Multnomah.

## Lịch sử
Theo sách Địa danh Oregon, Damascus có thể đã tồn tại như một cộng đồng ngược thời gian về năm 1867 khi một bưu điện có cái tên như vậy được thiết lập. Trạm bưu điện đó đóng cửa vào năm 1904 nhưng mở cửa lại vào tháng 2 năm 2007 bên trong một tiệm cà phê. Trung tâm ban đầu của cộng đồng này là nằm dọc theo Xa lộ Oregon 212 mà vào năm 2004 nó phục vụ như một phần ranh giới phía nam của thành phố.
Thành phố là một phần của Học khu Bắc Clackamas và Học khu Gresham-Barlow. Thành phố này là thành phố mới đầu tiên của Oregon kể từ đầu thập niên 1980 